# Župa svetog Blaža (Zagreb)
Župa svetog Blaža zagrebačka je rimokatolička župa.

## Povijest
Župa svetog Blaža jedna je od najstarijih zagrebačkih župa. Osnovana je dekretom Nadbiskupskog duhovnog stola od 1. travnja 1915. godine i obuhvaćala je prostor između župe Šestine i rijeke Save na jugu. Do 1999. godine opseg župe se smanjivao osnivanjem i odvajanjem novih župa: župe sv. Antuna Padovanskog, župe sv. Josipa na Trešnjevci, župe Marije Pomoćnice na Knežiji, župe sv. Marka Križevčanina na Selskoj cesti te župe sv. Kvirina Sisačkog na Pantovčaku. Suvremena župa svetog Blaža obuhvaća veći dio Donjeg grada i na njenom području živi oko devetnaest tisuća župljana.
Župna crkva svetog Blaža izgrađena je prema projektu arhitekta Viktora Kovačića. Na Cvjetnicu, 28. ožujka 1915., pomoćni zagrebački biskup Dominik Premuš blagoslovio je novosagrađenu crkvu. Na svečanosti je sudjelovao i dubrovački biskup Josip Marčelić koji je na poklon donio česticu moći svetog Vlaha u srebrnom moćniku. Godine 2015. kardinal Josip Bozanić, nadbiskup zagrebački, posvetio je novouređeno svetište te u novi oltar pohranio moći blaženog Alojzija Stepinca.
Župnici župe svetog Blaža bili su: Svetozar Rittig (1915. – 1916.), Vladimir Kerdić (1916. – 1940.), Mijo Selec (1940. – 1956.), Josip Crnković (1957. – 1968.), Vladimir Stanković (1968. – 1969.), Danijel Labaš (1969. – 1998.), Mijo Gorski (1998. – 2002.), Antun Vukmanić (2001. – 2002.), Zvonimir Sekelj (2002. – 2016.) i Zlatko Koren (2016. – 2020.).

## Ustroj i pastoralno djelovanje
Župna crkva sv. Blaža u Zagrebu izgrađena je prema projektu arhitekta Viktora Kovačića. Zavjetna kapela svetog Roka u Rokovom perivoju sagrađena je iza 1647. godine kao zavjet građana Gradeca protiv kuge. Posvetio ju je 26. srpnja 1682. godine zagrebački biskup Martin Borković. Do 1877. godine oko kapele je postojalo i groblje.
Uz župnu crkvu je, prema projektu Marijana Haberlea, izgrađen Katolički dom s kinom Prosvjeta. Kino je 1944. godine svečano otvorio i blagoslovio zagrebački nadbiskup Alojzije Stepinac. Godine 1947. od komunističkih vlasti je bilo nacionalizirano i djelovalo je pod nazivom Kinoteka. Godine 2005. vraćeno je Crkvi.
Od rujna 1969. godine u župi djeluju sestre Družbe Naše Gospe. U župi je bilo održano više svetih misija. Za vrijeme misija 1978. goodine župu su pohodili misionari Ante Gabrić i Majka Terezija. U župi također djeluju župni caritas, Marijina legija, Tješitelji Milosrdnog Isusa, molitvene i biblijske skupine, nekoliko zborova i Katolička malonogometna liga.
Župa izdaje liturgijsko-pastoralni listić Život blaženstva, a od 2005. godine i Godišnjak župe svetog Blaža. Od listopada 1985. godine u župnim prostorijama djeluje župna knjižnica, a 2017. godine otvoren je i Muzej crkve svetoga Blaža. U župnoj crkvi održavaju se i brojni koncerti duhovne i klasične glazbe.

## Vanjske poveznice
Mrežna mjesta
- Župa sv. Blaža, službeno mrežno mjesto
- Župa sv. Blaža, facebook stranica župe
- Ikona hrvatske moderne - zagrebačka crkva svetog Blaža od 19. do 21. stoljeća  Arhivirana inačica izvorne stranice od 13. ožujka 2021. (Wayback Machine), izložba u Muzeju Grada Zagreba, 2016.